# Grinvalds Orion
Grinvalds Orion je štirisedežno propelersko športno letalo, ki ga je zasnoval Jean Grinvalds. Orion je eno izmed prvih kompozitnih doma zgrajenih letal. Poganja ga 200 konjski 4-valjnik Lycoming O-360, propeler je nameščen v konfiguraciji potisnik (za motorjem).

## Specifikacije (Gerfaut G802B ali Orion G801)
Podatki iz Jane's All the World's Aircraft 2010-11
Splošne značilnosti
- Število sedežev: 4
- Dolžina: 7,75 m (25 ft 5 in)
- Razpon kril: 8,90 m (29 ft 2 in)
- Višina: 2,60 m (8 ft 6 in)
- Površina kril: 11,22 m2 (120,8 sq ft)
- Vitkost: 7,1
- Aeroprofil: NACA 43015 (v korenu), NACA 43012 (na koncih)
- Teža praznega letala: 730 kg (1.609 lb)
- Maks. vzletna teža: 1.150 kg (2.535 lb)
- Kapaciteta goriva: 200 L
- Pogon letala: 1 × Lycoming O-360 4-valjni protibatni motor, 150 kW (200 hp)
- Propelerji: št. lopatic: 3

Zmogljivost
- Maks. hitrost: 330 km/h (205 mph; 178 kn)
- Hitrost pri porušitvi vzgona: 90 km/h (56 mph; 49 kn) s spuščenimi zakrilci
- Doseg: 1.250 km (777 mi; 675 nmi)
- Višina leta: 4.500 m (14.764 ft)
- Hitrost vzpenjanja: 5,1 m/s (1.000 ft/min)